# Dactylaea wolffiana
Dactylaea wolffiana là một loài thực vật có hoa trong họ Hoa tán. Loài này được Fedde ex H.Wolff mô tả khoa học đầu tiên năm 1930.